# Єнський філетійський музей
50°55′27″ пн. ш. 11°35′01″ сх. д. / 50.9242° пн. ш. 11.5836° сх. д.

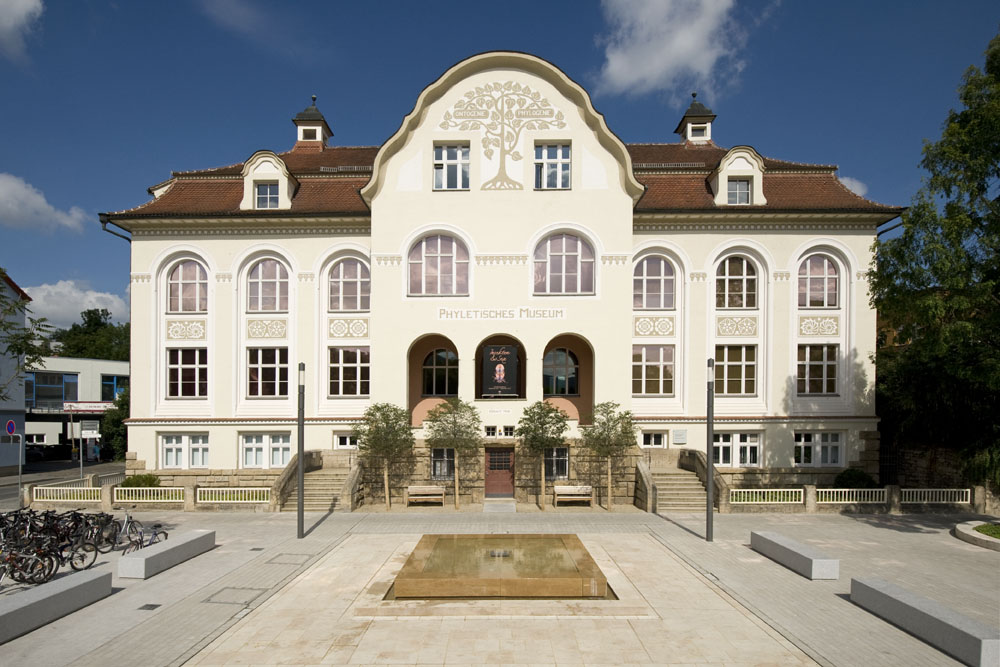
Філетичний музей у 2012 році

Єнський філетичний музей (або Єнський філетичний музей ) — музей у німецькому місті Єна. Експонати включають скелети, опудала тварин, скам’янілості та зоологічні витвори мистецтва Геккеля «Kunstformen der Natur» і охоплюють теми, зокрема принципи еволюції, біорізноманіття та зв’язки між різними таксономічними групами.
В 2019 році особливістю тимчасової виставки є акваріум із наживою медузами. 

## Місцезнаходження
Музей можна знайти на Vor dem Neutor, недалеко від станції Jena Paradies і лише приблизно в 150 метрах від центру міста. З вівторка до неділі, за винятком Різдва та Нового року, ви можете відвідати його за невелику плату. 

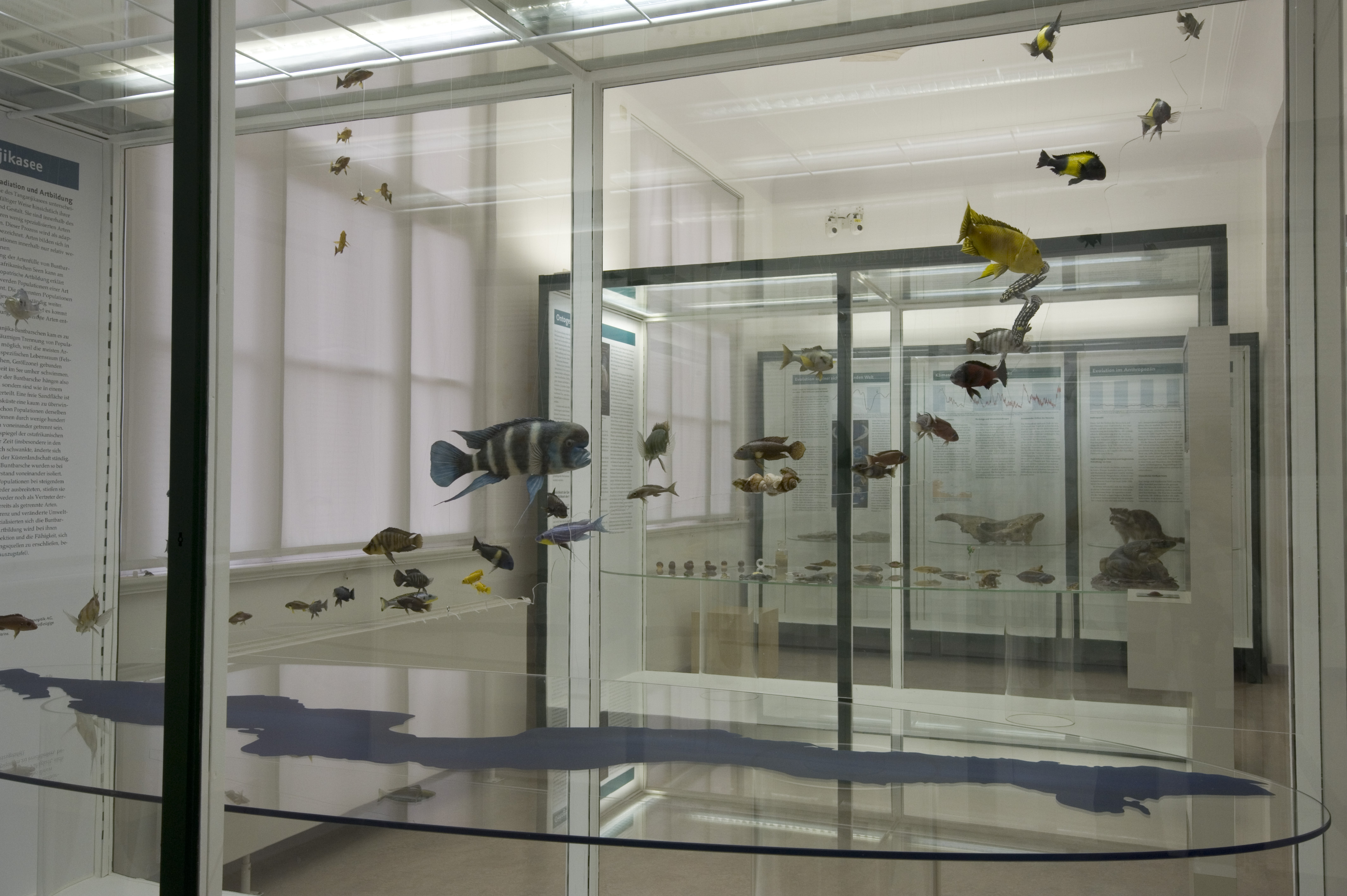
Виставка цихлід з озера Танганьїка

## Історія
Колекції зоологічних зразків, зібраних в Єні в 18 і 19 століттях, були подаровані музею. Деякі експонати датуються часами, коли директором анатомо-зоологічної колекції університету був Йоганн Вольфганг фон Гете . 
Архітектор Карл Діттмар створив дизайн будівлі музею в стилі модерн, використовуючи концепції, намальовані Ернстом Геккелем, потім побудована в 1907 році (будівництво почалося 28 серпня 1907 року) і передана Геккелем Єнському університету 30 липня 1908 року як жест на відзначення 350-річчя університету, але жодних постійних експонатів у музеї не було розміщено до 1912 року 
Декор стін включає наукові терміни Геккеля, такі як "Філогенія" та "Онтогенія".. 
У 2008 році на приміщенні було заплановано світлове шоу, яке входило в програму події "Jena Leuchtet". 
В наш час музей входить до складу кафедри спеціальної зоології та еволюційної біології університету, де зберігається багато експонатів - 500 тисяч. 